# 昭陽舎

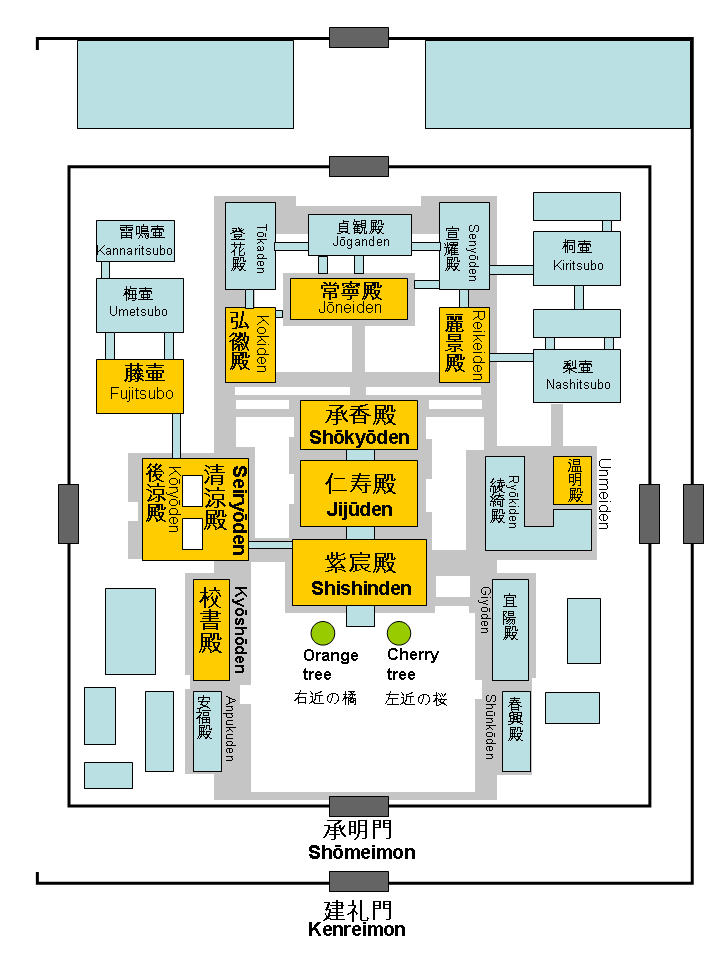
平安京内裏図。「梨壺」とあるのが昭陽舎。

昭陽舎（しょうようしゃ）とは、平安御所の後宮の七殿五舎のうちの一つ。女御などが居住した。また、円融天皇が東宮時代に居住したとの記録が残り（『日本紀略』）、その後東宮敦良親王（のちの後朱雀天皇）の頃東宮御所として定着した。
庭に梨が植えられていたところから、梨壺（なしつぼ）ともいう。内裏の北東に位置し、南北二棟がある。（北は昭陽北舎） 麗景殿の東、淑景舎（桐壺）の南。
昭陽舎を賜っていたのが知られる后妃は、
- 朱雀天皇女御・藤原慶子（藤原実頼女）
- 村上天皇中宮・藤原安子（藤原師輔女、のち飛香舎に移転）

またこの他、
- 克明親王（醍醐天皇皇子）
- 為平親王（村上天皇皇子）
- 資子内親王（村上天皇皇女）

なども曹司として居住し、資子内親王は天禄3年（972年）に藤花の宴を催した。
また太皇太后藤原穏子（醍醐天皇中宮）はここで崩御した。
その他、村上天皇の宣旨により撰和歌所が置かれ、「梨壺の五人」が『後撰集』を編纂したことでも知られる。